# All India Trinamool Congress

All India Trinamool Congress este un partid politic din India.
Liderul partidului este Mamanta Banerjee. Partidul publică Trinamool. Organizația de tineret a partidului se numește Tribamool Youth Congress.
La alegerile parlamentare din anul 2004, partidul a obținut 8 047 771 de voturi (2.1%, 2 locuri).